# مجموعه محور فرهنگی - تاریخی نیاسر
مجموعه محور فرهنگی - تاریخی نیاسر مربوط به دوران پیش از تاریخ ایران باستان - دوران‌های تاریخی پس از اسلام است و در شهرستان کاشان، بخش نیاسر، شهر نیاسر، محله تالار و آبشار نیاسر واقع شده و این اثر در تاریخ ۲۰ اسفند ۱۳۸۵ با شمارهٔ ثبت ۱۸۱۰۶ به‌عنوان یکی از آثار ملی ایران به ثبت رسیده است.